# Portugals Grand Prix 1991
Portugals Grand Prix 1991 var det trettonde av 16 lopp ingående i formel 1-VM 1991.

## Resultat
1. Riccardo Patrese, Williams-Renault, 10 poäng
2. Ayrton Senna, McLaren-Honda, 6
3. Jean Alesi, Ferrari, 4
4. Pierluigi Martini, Minardi-Ferrari, 3
5. Nelson Piquet, Benetton-Ford, 2
6. Michael Schumacher, Benetton-Ford, 1
7. Mauricio Gugelmin, Leyton House-Ilmor
8. Andrea de Cesaris, Jordan-Ford
9. Gianni Morbidelli, Minardi-Ferrari
10. Roberto Moreno, Jordan-Ford
11. Érik Comas, Ligier-Lamborghini
12. Martin Brundle, Brabham-Yamaha
13. Satoru Nakajima, Tyrrell-Honda
14. Mika Häkkinen, Lotus-Judd
15. Michele Alboreto, Footwork-Ford
16. Thierry Boutsen, Ligier-Lamborghini
17. Ivan Capelli, Leyton House-Ilmor (varv 64, snurrade av)

### Förare som bröt loppet
- Stefano Modena, Tyrrell-Honda (varv 56, motor)
- Aguri Suzuki, Larrousse (Lola-Ford) (40, transmission)
- Alain Prost, Ferrari (39, motor)
- Gerhard Berger, McLaren-Honda (37, motor)
- Emanuele Pirro, BMS Scuderia Italia (Dallara-Judd) (18, motor)
- JJ Lehto, BMS Scuderia Italia (Dallara-Judd) (14, växellåda)
- Mark Blundell, Brabham-Yamaha (12, upphängning)
- Johnny Herbert, Lotus-Judd (1, motor)

### Förare som diskvalificerades
- Nigel Mansell, Williams-Renault (varv 51)

### Förare som ej kvalificerade sig
- Eric Bernard, Larrousse (Lola-Ford)
- Gabriele Tarquini, AGS-Ford
- Nicola Larini, Lambo-Lamborghini
- Eric van de Poele, Lambo-Lamborghini

### Förare som ej förkvalificerade sig
- Fabrizio Barbazza, AGS-Ford
- Olivier Grouillard, Fondmetal-Ford
- Alex Caffi, Footwork-Ford
- Pedro Matos Chaves, Coloni-Ford